# Walter Solón
Walter Solón Romero Gonzáles (Uyuni, Bolivia, 8 de noviembre de 1923-Lima, Perú, 27 de julio de 1999) fue un prolífico pintor y muralista boliviano, recibió numerosos premios locales e internacionales por su obra.

## Biografía
Walter Solón nació en Uyuni, quedó huérfano a muy temprana edad y fue enviado al internado Sagrados Corazones de la ciudad de Sucre, es allá donde el pintor Cecilio Guzmán de Rojas, en una visita reconoció su talento y le ofreció una beca de estudios en la Academia Nacional de Bellas Artes Hernando Siles de La Paz.
En 1944 en Sucre participa en una exposición colectiva y en 1946 presenta su primera exposición individual. Viaja a Chile en 1947 a estudiar la técnica del fresco con el maestro Laureano Ladrón de Guevara, en cuyo taller pinta su primer mural llamado “Bolivia”; estudia también grabado con Marco A. Bontá y vitral con Manuel Banderasen en la Escuela de Artes Aplicadas de Chile. En 1948 expone en la sala de Arte del Ministerio de Educación de Chile  y gana el primer premio honorífico a extranjeros. En 1949 realiza su primer vitral en la Universidad Mayor Real y Pontificia San Francisco Xavier de Chuquisaca en Sucre. En 1950 pinta su primer fresco en Bolivia, titulado “Jaime Zudañes y la Revolución de Mayo”; en ese mismo año junto a Lorgio Vaca, Gil Imaná y Jorge Imaná funda el Grupo Anteo en Sucre.

### Fundación Solón
En 1994 junto a su hijo, Pablo Solón, crean la Fundación Solón, dona su casa/taller ubicada en el barrio de Sopocachi, para convertirla en la Casa museo Solón. 

### Muerte
Walter Solón fallece el 27 de julio de 1999, en el Instituto Nacional de Enfermedades Neoplásicas en Lima. Sus cenizas descansan en la Casa museo Solón.

## Obra
Walter Solón identificó al personaje del Quijote de la Mancha en muchos de sus dibujos y pinturas.

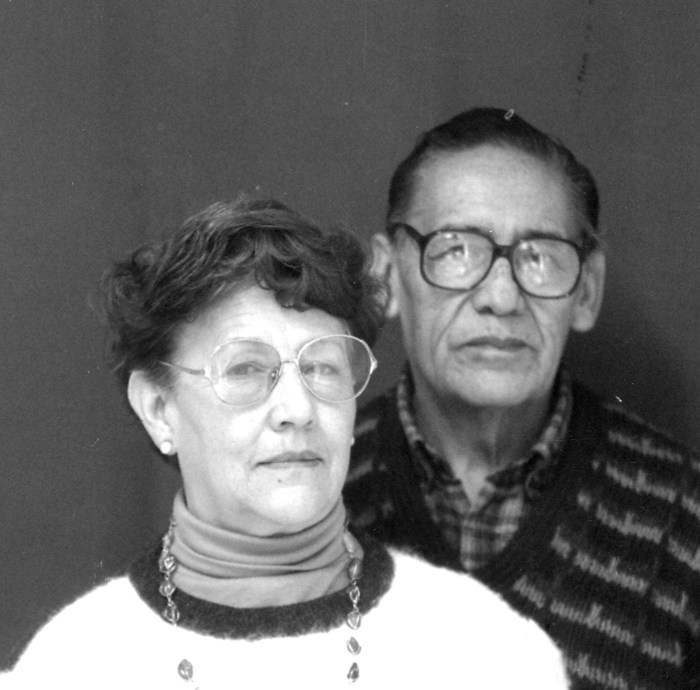
Walter Solón y Gladys Oroza

Su obra más importante es “El Retrato de un Pueblo”, la realizó entre 1986 y 1989, en el Salón de Honor de la Universidad Mayor de San Andrés,  ocupa 208 metros cuadrados, cuatro paredes, con 400 personajes de la historia de Bolivia.

### Murales
- 1940, "Bolivia" (destruido), Chile.[8]
- 1950,	"Jaime Zudáñez y la Revolución de Mayo", Salón del Rectorado de la UMSFX, Sucre.
- 1952,	"Mariano Moreno y los Doctores de Charcas", Salón de Honor de la UMSFX, Sucre.
- 1952,	"Manuel Rodríguez de Quiroga y su lucha por la Independencia", Salón de Honor de la UMSFX, Sucre.
- 1954,	"Mensaje a los Maestros del Futuro", Escuela Nacional de Maestros, Sucre.
- 1955,	"Mensaje de Patria Libre", Colegio Junín, Sucre.
- 1959, "Historia del Petróleo Boliviano", YPFB, La Paz.
- 1961,	"Historia de la Aviación Boliviana", Aeropuerto Militar de El Alto, La Paz.
- 1964,	"Futuro de la Revolución Nacional", Plaza Villarroel, La Paz.
- 1989,	"El Retrato de un pueblo", Salón de Honor de la UMSA, La Paz.
- 1991, "Ansiedad de vivir", Ministerio de Salud, La Paz.

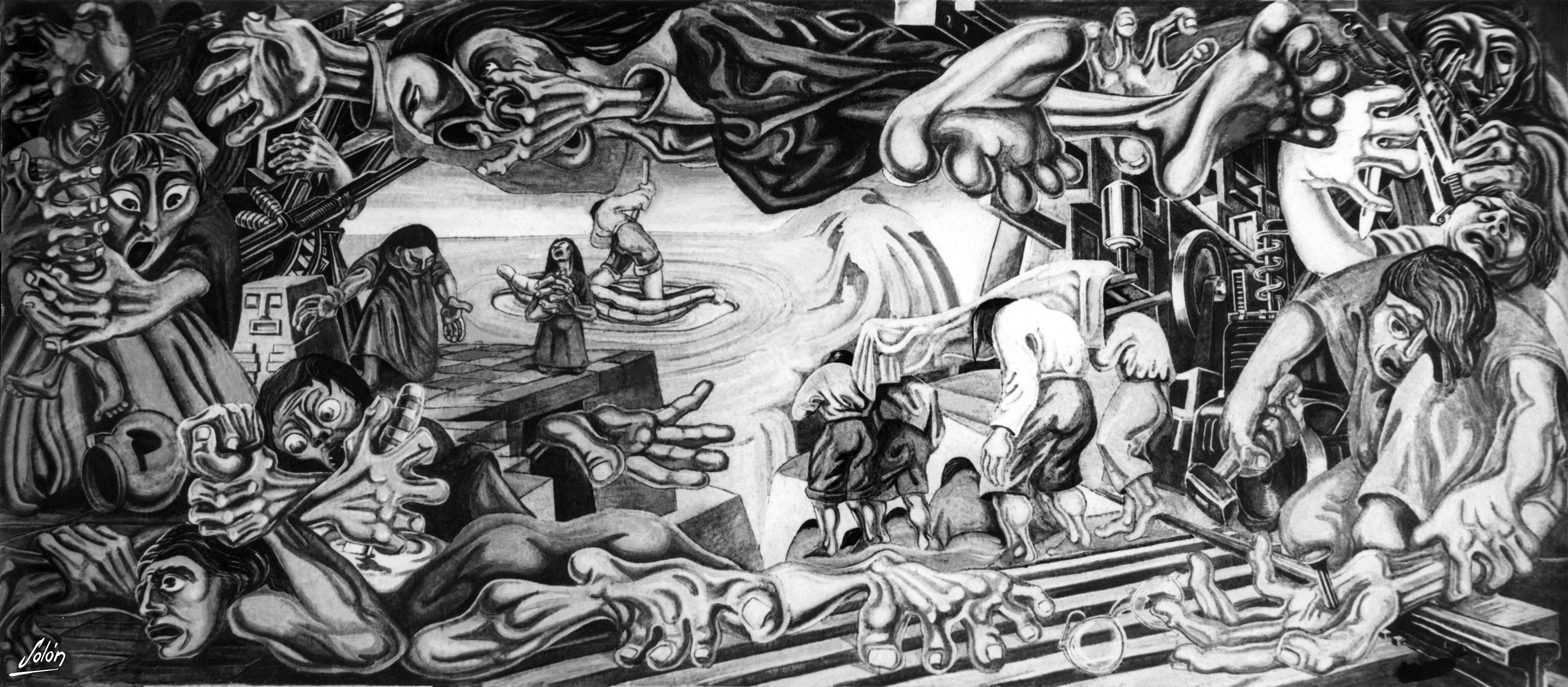

## Premios y reconocimientos
- 1947, "Primer Premio en Grabado", Santiago de Chile.
- 1948, "Premio de Honor para extranjeros", Santiago de Chile.
- 1958, "Primer Premio en dibujo del Salón Murillo, La Paz.
- 1961, "Gran Premio Nacional de Arte, La Paz.
- 1967,	"Gran Premio Nacional de Arte, La Paz.
- 1989, "Doctor honoris causa de la Universidad Mayor de San Andrés, La Paz.